# Kasteel Sandenburg
Kasteel Sandenburg is een Nederlands kasteel in Langbroek (gemeente Wijk bij Duurstede) in de provincie Utrecht. Het behoort tot het gelijknamige landgoed.
Sandenburg ligt aan de Langbroekerwetering. Het kasteel wordt voor het eerst genoemd in 1391: in dat jaar werd het beleend aan Jan van Zijl. In 1792 werd de woontoren gekocht door Gijsbert Carel Cornelis Jan baron van Lynden. Tussen 1861 en 1865 liet F.A.C graaf van Lynden van Sandenburg het door de Utrechtse architect Samuel Adrianus van Lunteren uitbreiden tot het huidige kasteel. Het kasteel wordt nog steeds particulier bewoond door de familie van Lynden van Sandenburg.
Achter het kasteel ligt een oranjerie, waar vroeger bijzondere planten de winter doorbrachten. De oranjerie wordt verhuurd als een trouw- en evenementenlocatie. In de voormalige stal, het koetshuis en op de bovenste verdieping van het kasteel zijn tegenwoordig bedrijven gevestigd.
In het koetshuis van Sandenburg is de dichter Gerrit Achterberg geboren.
Een stuk van de provinciale weg N229 tussen Wijk bij Duurstede en Werkhoven is vernoemd naar de voormalige eigenaar van het kasteel: 'Graaf van Lynden van Sandenburgweg'.

## Heren en vrouwen van Sandenburg
G. C. C. J. baron van Lynden van Sandenburg (1767-1850), heer van Sandenburg 1793-

Mr. F. A. A. C. baron van Lynden van Sandenburg (1801-1836)

Mr. C. Th. graaf van Lynden van Sandenburg (1826-1885)

Mr. F. A. C. graaf van Lynden van Sandenburg (1873-1932)

Mr. C. Th. E. graaf van Lynden van Sandenburg (1905-1990)

## Foto's

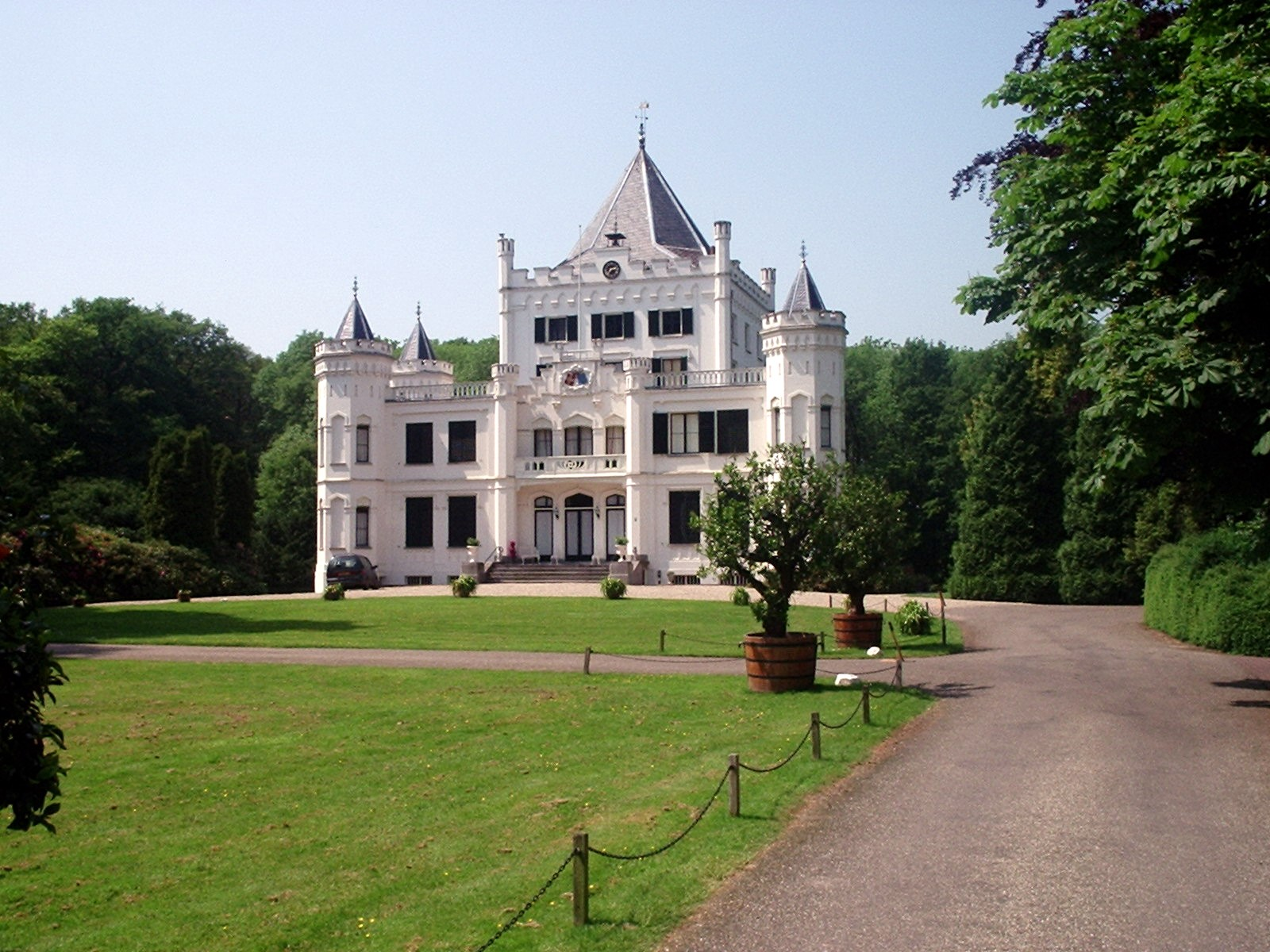
Kasteel Sandenburg